# 张健 (1966年)
张健（1966年1月—），重庆人，汉族，中国致公党党员。中华人民共和国政治人物、第十三届全国人民代表大会重庆市代表。

## 生平
2018年，张健被选为重庆市出席第十三届全国人民代表大会代表。